# Jérémy Morel
Pour les articles homonymes, voir Morel.
Jérémy Morel, né le 2 avril 1984 à Lorient  en France, est un footballeur international malgache qui évolue au poste de défenseur central.

## Biographie

### Carrière en club

#### FC Lorient (2003-2011)
Né à Quimperlé (Finistère) Jérémy Morel est d'origine réunionnaise et malgache (son père étant né à Diego-Suarez dans le nord de Madagascar). Il commence à jouer au football sous les ordres de son père dans le club local de Mellac puis rejoint le FC Lorient en benjamins au sein duquel il est formé. Il débute au poste d'attaquant avant de prendre le poste d'arrière gauche au fil des saisons. Le 19 avril 2003, il prend part à sa première rencontre au niveau professionnel lors du match comptant pour la 34e journée de Ligue 2 face au FC Gueugnon (défaite 0-1).  
La saison suivante, il gagne du temps de jeu et marque son premier but professionnel le 15 août 2003 en Ligue 2 contre l'AS Saint-Étienne. Pendant ses trois saisons en seconde division, Jérémy prend une place de plus en plus importante au sein de l'effectif lorientais. Lors de la saison 2005-2006, Lorient termine à la troisième place du championnat et se voit promu. 

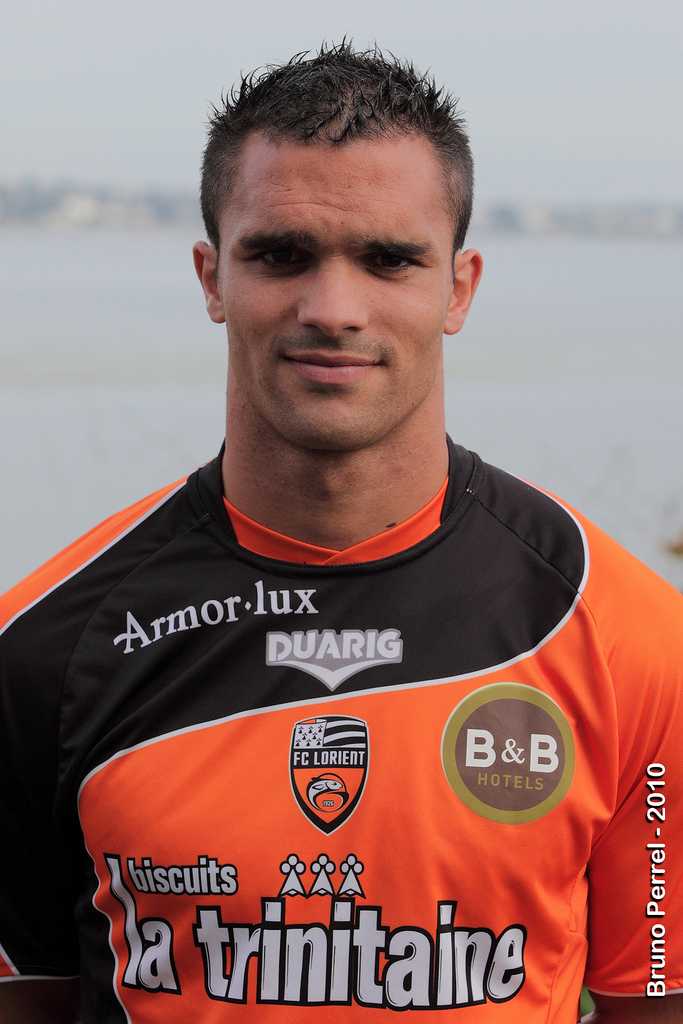
Morel avec le FC Lorient en 2010.

Il joue donc son premier match de Ligue 1 la saison suivante, en étant titulaire dès la première journée contre le Paris SG le 5 août 2006. Le 9 septembre suivant, il marque son premier but en Ligue 1 contre Le Mans. Après cette accession du club breton en Ligue 1, il devient petit à petit l'un des hommes forts de l'effectif lorientais qui se crée une place solide dans l'élite lors de la deuxième partie des années 2000. 
Opéré des adducteurs en octobre 2009, il vit une saison 2009-2010 en demi-teinte, réalisant toutefois une seconde partie d'exercice très probante. Durant l'inter-saison, il exprime à plusieurs reprises ses envies d'ailleurs, ce qui n'empêche pas son entraîneur Christian Gourcuff de lui confier le brassard de capitaine des Merlus.

#### Olympique de Marseille (2011-2015)
Le 20 juin 2011, Jérémy Morel signe un contrat de quatre ans avec l'Olympique de Marseille, la transaction s'élevant à 1,8 million d'euros. Il prend part à son premier match officiel sous les couleurs phocéennes le 27 juillet 2011 à l'occasion du Trophée des champions remporté par l'OM et marque son premier but en fin de match. Il est ensuite titulaire dès la première journée de Ligue 1 contre le FC Sochaux et joue ses premiers matchs de Ligue des champions. Le 14 avril 2012, il remporte la Coupe de la Ligue en entrant en jeu lors de la prolongation en finale contre l'Olympique lyonnais. 
Le 2 septembre 2012, il marque son premier but en Ligue 1 depuis son arrivée à l'OM lors d'une victoire trois buts à un contre le Stade rennais. Lors de cette saison 2012-2013, le club termine vice-champion de France derrière le Paris SG.
La saison suivante, le club olympien recrute Benjamin Mendy pour venir le concurrencer dans le couloir gauche. Les deux joueurs se partagent le poste toute la saison, sans jamais qu'aucun des deux ne s'impose réellement comme titulaire indiscutable. Le club connaît une saison difficile autant en championnat qu'en Ligue des champions.
Lors de la saison 2014-2015, Jérémy Morel est replacé défenseur central par le nouvel entraîneur Marcelo Bielsa. Il devient indiscutable à ce poste et compose une charnière centrale solide avec Nicolas N'Koulou. Le bon début de saison du club se voit au classement puisqu’à la trêve hivernale, le club est champion d'automne. Le 24 avril 2015, il marque contre son club formateur du FC Lorient. Le 1er juin 2015, Jérémy Morel, en fin de contrat avec l'OM, annonce via un communiqué sur les réseaux sociaux son départ du club pour l'Olympique lyonnais.

#### Olympique lyonnais (2015-2019)
Le 1er juin 2015, Jean-Michel Aulas annonce l'arrivée de Jérémy Morel à l'Olympique lyonnais pour trois saisons afin de concurrencer Henri Bedimo. Dès sa première saison au club, il prend une place de titulaire indiscutable au sein de l'effectif lyonnais qui termine vice-champion de France.
La saison suivante débute par le Trophée des champions où l'OL est qualifié du fait de leur seconde place et du doublé coupe-championnat du Paris Saint-Germain mais le club s'incline quatre buts à un face à ces derniers. Souvent préféré à Maciej Rybus, il n'est pourtant pas considéré comme un titulaire indiscutable à ce poste, et est souvent critiqué pour ses performances, notamment par ses supporters. Cependant, Bruno Génésio lui maintient sa confiance. Il réalise une passe décisive en championnat pour Mathieu Valbuena lors d'une victoire trois buts à un contre leur ancien club commun, l'Olympique de Marseille. Le dimanche 19 février 2017, il porte pour la première fois le brassard de capitaine à l'Olympique lyonnais - après la sortie de Maxime Gonalons - lors de la remontée de ses coéquipiers face au Dijon FCO. En effet, les Lyonnais, menés 2-1 après dix minutes de jeu, s'imposent par quatre buts à deux. Le 13 avril suivant, il marque son premier but à l'OL lors d'une victoire deux buts à un contre le Besiktas JK pour le quart de finale de Ligue Europa.
Lors de la saison 2017-2018, Bruno Génésio le replace dans l’axe de la défense aux côtés du Brésilien Marcelo. À la suite de performances plutôt convaincantes, Jérémy Morel est cette saison un titulaire indiscutable, préféré à Mouctar Diakhaby ou encore à Mapou Yanga-Mbiwa, devenu indésirable au club rhodanien depuis la fin de saison précédente.
Suspendu lors du derby face à l’AS Saint-Étienne en novembre 2018 (victoire 1 - 0 des Lyonnais) il est remplacé à la surprise générale par Fernando Marçal. Très convaincant, celui-ci lui prend peu à peu sa place de titulaire pour la saison 2018-2019 ; bien que Bruno Génésio assure maintenir toute sa confiance dans le néo-international malgache.
Après avoir été évincé du onze, il revient pour les trois dernières journées en tant que titulaire. Avec cent-quarante-deux matchs au compteur, il quitte l'Olympique lyonnais à l'issue de ses quatre saisons sous le maillot du club, libre de tout contrat, le 1er juillet 2019.

#### Stade rennais FC (2019-2020)
Jérémy Morel fait son retour en Bretagne en rejoignant le Stade rennais FC le 16 juillet 2019. Il signe un contrat d'un an avec le club. Il dispute son premier match le 3 août lors du Trophée des champions perdu face au Paris Saint-Germain deux buts à un. Le 10 août, il ouvre son compteur en marquant l'unique but de la rencontre face au Montpellier HSC. Titulaire important jusqu'à l'arrêt prématuré de la saison dû à la pandémie de Covid-19, il ne prolonge cependant pas l'aventure préférant revenir aux sources, son club formateur du FC Lorient étant promu en Ligue 1. 

#### Retour au FC Lorient (2020-2022)
Le 8 juin 2020, il effectue son grand retour chez les Merlus, pour un contrat d'une saison plus une en option. Régulièrement titulaire, il porte plusieurs fois le brassard de capitaine et contribue au maintien de Lorient en Ligue 1 à la suite de quoi l'option d'une saison supplémentaire est automatique levée.
À l'issue de ses deux ans de contrat, le FC Lorient décide de ne pas le conserver. Jérémy Morel décide alors de prendre sa retraite de footballeur professionnel, et déclare vouloir passer ses diplômes pour devenir entraîneur.

##### Après carrière
Lors de la saison 2022-2023, il continue tout de même le football en signant à l'US Montagnarde, club amateur qui évolue en National 3. À l'été 2023, il retourne ensuite au FC Lorient en tant qu'éducateur au centre de formation, chargé des U18.

### Carrière en équipe nationale
En avril 2016, il fait partie d'une liste de 58 joueurs sélectionnables en équipe de Bretagne, dévoilée par Raymond Domenech qui en est le nouveau sélectionneur.
Jamais sélectionné en équipe de France ou de La Réunion, Jérémy Morel annonce le 26 octobre 2018 qu'il a décidé d'accepter sa sélection en équipe de Madagascar. En effet, son père est né sur l'île, ce qui lui ouvre la possibilité de représenter ce pays.
Il honore sa première sélection le 18 novembre 2018, alors que Madagascar se trouve déjà qualifiée pour la Coupe d'Afrique des nations 2019, pour la première fois de son histoire, lors d'un match des éliminatoires contre le Soudan, défaite trois buts à un.
Sélection pour la CAN 2019, il ne prend pas part aux rencontres de poule lors desquelles Madagascar est invaincue avec deux victoires et un nul. Il entre cependant en jeu lors du huitième de finale contre la RD Congo et en quart de finale lors de l'élimination contre la Tunisie.
Le 19 novembre 2019, il inscrit son premier but en sélection lors d'un match de qualification pour la Coupe d'Afrique des nations 2021 face au Niger, match gagné 2-6 par les Barea.

## Statistiques
| Saison                | Club                   | Championnat           | Championnat | Championnat | Championnat | Coupe nationale | Coupe nationale | Coupe nationale | Coupe de la Ligue | Coupe de la Ligue | Coupe de la Ligue | Supercoupe | Supercoupe | Supercoupe | Compétition(s) continentale(s) | Compétition(s) continentale(s) | Compétition(s) continentale(s) | Compétition(s) continentale(s) | Madagascar | Madagascar | Madagascar | Total | Total | Total |
| Saison                | Club                   | Division              | M.          | B.          | P.d.        | M.              | B.              | P.d.            | M.                | B.                | P.d.              | M.         | B.         | P.d.       | Comp.                          | M.                             | B.                             | P.d.                           | M.         | B.         | P.d.       | M.    | B.    | P.d.  |
| 2002-2003             | FC Lorient             | Ligue 2               | 2           | 0           | 0           | -               | -               | -               | -                 | -                 | -                 | -          | -          | -          | -                              | -                              | -                              | -                              | -          | -          | -          | 2     | 0     | 0     |
| 2003-2004             | FC Lorient             | Ligue 2               | 18          | 2           | 0           | 1               | 0               | 0               | 2                 | 0                 | 0                 | -          | -          | -          | -                              | -                              | -                              | -                              | -          | -          | -          | 21    | 2     | 0     |
| 2004-2005             | FC Lorient             | Ligue 2               | 24          | 3           | 0           | -               | -               | -               | -                 | -                 | -                 | -          | -          | -          | -                              | -                              | -                              | -                              | -          | -          | -          | 24    | 3     | 0     |
| 2005-2006             | FC Lorient             | Ligue 2               | 28          | 0           | 0           | 3               | 0               | 0               | 1                 | 0                 | 0                 | -          | -          | -          | -                              | -                              | -                              | -                              | -          | -          | -          | 32    | 0     | 0     |
| 2006-2007             | FC Lorient             | Ligue 1               | 29          | 1           | 0           | -               | -               | -               | 1                 | 0                 | 0                 | -          | -          | -          | -                              | -                              | -                              | -                              | -          | -          | -          | 30    | 1     | 0     |
| 2007-2008             | FC Lorient             | Ligue 1               | 29          | 0           | 4           | 3               | 0               | 0               | -                 | -                 | -                 | -          | -          | -          | -                              | -                              | -                              | -                              | -          | -          | -          | 32    | 0     | 4     |
| 2008-2009             | FC Lorient             | Ligue 1               | 36          | 4           | 0           | 3               | 0               | 0               | -                 | -                 | -                 | -          | -          | -          | -                              | -                              | -                              | -                              | -          | -          | -          | 39    | 4     | 0     |
| 2009-2010             | FC Lorient             | Ligue 1               | 19          | 0           | 1           | -               | -               | -               | 2                 | 0                 | 0                 | -          | -          | -          | -                              | -                              | -                              | -                              | -          | -          | -          | 21    | 0     | 1     |
| 2010-2011             | FC Lorient             | Ligue 1               | 29          | 2           | 2           | 4               | 0               | 0               | -                 | -                 | -                 | -          | -          | -          | -                              | -                              | -                              | -                              | -          | -          | -          | 33    | 2     | 2     |
| Sous-total            | Sous-total             | Sous-total            | 214         | 12          | 6           | 14              | 0               | 0               | 6                 | 0                 | 0                 | 0          | 0          | 0          | -                              | 0                              | 0                              | 0                              | 0          | 0          | 0          | 234   | 12    | 6     |
| 2011-2012             | Olympique de Marseille | Ligue 1               | 33          | 0           | 1           | 3               | 0               | 0               | 4                 | 0                 | 0                 | 1          | 1          | 0          | C1                             | 8                              | 0                              | 1                              | -          | -          | -          | 49    | 1     | 2     |
| 2012-2013             | Olympique de Marseille | Ligue 1               | 36          | 1           | 1           | 2               | 0               | 0               | 1                 | 0                 | 0                 | -          | -          | -          | C3                             | 7                              | 0                              | 0                              | -          | -          | -          | 46    | 1     | 1     |
| 2013-2014             | Olympique de Marseille | Ligue 1               | 20          | 0           | 1           | 1               | 0               | 0               | -                 | -                 | -                 | -          | -          | -          | C1                             | 5                              | 0                              | 0                              | -          | -          | -          | 26    | 0     | 1     |
| 2014-2015             | Olympique de Marseille | Ligue 1               | 31          | 1           | 0           | 1               | 0               | 0               | -                 | -                 | -                 | -          | -          | -          | -                              | -                              | -                              | -                              | -          | -          | -          | 32    | 1     | 0     |
| Sous-total            | Sous-total             | Sous-total            | 120         | 2           | 3           | 7               | 0               | 0               | 5                 | 0                 | 0                 | 1          | 1          | 0          | -                              | 20                             | 0                              | 1                              | 0          | 0          | 0          | 153   | 3     | 4     |
| 2015-2016             | Olympique lyonnais     | Ligue 1               | 31          | 0           | 1           | 3               | 0               | 0               | 2                 | 0                 | 0                 | -          | -          | -          | C1                             | 4                              | 0                              | 0                              | -          | -          | -          | 40    | 0     | 1     |
| 2016-2017             | Olympique lyonnais     | Ligue 1               | 29          | 0           | 4           | 2               | 0               | 0               | -                 | -                 | -                 | 1          | 0          | 0          | C1+C3                          | 6+6                            | 0+1                            | 0+0                            | -          | -          | -          | 44    | 1     | 4     |
| 2017-2018             | Olympique lyonnais     | Ligue 1               | 33          | 0           | 0           | 2               | 0               | 0               | -                 | -                 | -                 | -          | -          | -          | C3                             | 6                              | 0                              | 0                              | -          | -          | -          | 41    | 0     | 0     |
| 2018-2019             | Olympique lyonnais     | Ligue 1               | 12          | 0           | 0           | 1               | 0               | 0               | -                 | -                 | -                 | -          | -          | -          | C1                             | 1                              | 0                              | 0                              | 6          | 0          | 0          | 20    | 0     | 0     |
| Sous-total            | Sous-total             | Sous-total            | 105         | 0           | 5           | 8               | 0               | 0               | 2                 | 0                 | 0                 | 1          | 0          | 0          | -                              | 23                             | 1                              | 0                              | 6          | 0          | 0          | 145   | 1     | 5     |
| 2019-2020             | Stade rennais FC       | Ligue 1               | 21          | 1           | 0           | 2               | 0               | 0               | 1                 | 0                 | 0                 | 1          | 0          | 0          | C3                             | 3                              | 1                              | 0                              | 2          | 1          | 0          | 30    | 3     | 0     |
| Sous-total            | Sous-total             | Sous-total            | 21          | 1           | 0           | 2               | 0               | 0               | 1                 | 0                 | 0                 | 1          | 0          | 0          | -                              | 3                              | 1                              | 0                              | 2          | 1          | 0          | 30    | 3     | 0     |
| 2020-2021             | FC Lorient             | Ligue 1               | 28          | 0           | 0           | -               | -               | -               | -                 | -                 | -                 | -          | -          | -          | -                              | -                              | -                              | -                              | 3          | 0          | 0          | 31    | 0     | 0     |
| 2021-2022             | FC Lorient             | Ligue 1               | 9           | 0           | 0           | -               | -               | -               | -                 | -                 | -                 | -          | -          | -          | -                              | -                              | -                              | -                              | 2          | 0          | 0          | 11    | 0     | 0     |
| Sous-total            | Sous-total             | Sous-total            | 37          | 0           | 0           | -               | -               | -               | -                 | -                 | -                 | -          | -          | -          | -                              | -                              | -                              | -                              | 5          | 0          | 0          | 42    | 0     | 0     |
| Total sur la carrière | Total sur la carrière  | Total sur la carrière | 497         | 15          | 15          | 31              | 0               | 0               | 14                | 0                 | 0                 | 3          | 1          | 0          | -                              | 46                             | 2                              | 1                              | 13         | 1          | 0          | 604   | 19    | 16    |

### Liste des matches internationaux
| Matches internationaux de Jérémy Morel | Matches internationaux de Jérémy Morel | Matches internationaux de Jérémy Morel                  | Matches internationaux de Jérémy Morel | Matches internationaux de Jérémy Morel | Matches internationaux de Jérémy Morel  | Matches internationaux de Jérémy Morel                                   |
|                                        | Date                                   | Lieu                                                    | Adversaire                             | Résultats                              | Compétitions0                           |                                                                          |
| -------------------------------------- | -------------------------------------- | ------------------------------------------------------- | -------------------------------------- | -------------------------------------- | --------------------------------------- | ------------------------------------------------------------------------ |
| 1.                                     | 18 novembre 2018                       | CNAPS Stadium, Antananarivo, Madagascar                 | Soudan                                 | 1 - 3                                  | Éliminatoires de la CAN 2019            | Titulaire.                                                               |
| 2.                                     | 23 mars 2019                           | Stade Lat Dior, Thiès, Sénégal                          | Sénégal                                | 0 - 2                                  | Éliminatoires de la CAN 2019            | Titulaire.                                                               |
| 3.                                     | 2 juin 2019                            | Stade Josy Barthel, Luxembourg, Luxembourg              | Luxembourg                             | 3 - 3                                  | Amical                                  | Titulaire.                                                               |
| 4.                                     | 7 juin 2019                            | Stade Robert-Bobin, Bondoufle, France                   | Kenya                                  | 0 - 1                                  | Amical                                  | Titulaire.                                                               |
| 5.                                     | 7 juillet 2019                         | Stade d'Alexandrie, Alexandrie, Égypte                  | RD Congo                               | 2 - 2 (4-2)                            | CAN 2019                                | Rentre en jeu à la 105e minute à la place de Charles Andriamanitsinoro.  |
| 6.                                     | 11 juillet 2019                        | Stade Al Salam, Le Caire, Égypte                        | Tunisie                                | 0 - 3                                  | CAN 2019                                | Rentre en jeu à la 66e minute à la place de Pascal Razakanantenaina.     |
| 7.                                     | 16 novembre 2019                       | Stade municipal de Mahamasina, Antananarivo, Madagascar | Éthiopie                               | 1 - 0                                  | Éliminatoires de la CAN 2021            | Titulaire.                                                               |
| 8.                                     | 19 novembre 2019                       | Stade Général-Seyni-Kountché, Niamey, Niger             | Niger                                  | 2 - 6                                  | Éliminatoires de la CAN 2021            | Titulaire.                                                               |
| 9.                                     | 12 octobre 2020                        | Stade Ben-Ahmed-El-Abdi, El Jadida, Maroc               | Burkina Faso                           | 2 - 1                                  | Amical                                  | Titulaire.                                                               |
| 10.                                    | 12 novembre 2020                       | Stade olympique Ebimpé, Abidjan, Côte d'Ivoire          | Côte d'Ivoire                          | 2 - 1                                  | Éliminatoires de la CAN 2021            | Titulaire.                                                               |
| 11.                                    | 17 novembre 2020                       | Stade municipal de Mahamasina, Antananarivo, Madagascar | Côte d'Ivoire                          | 1 - 1                                  | Éliminatoires de la CAN 2021            | Titulaire.                                                               |
| 12.                                    | 11 novembre 2021                       | Stade de l’Amitié, Cotonou, Bénin                       | Bénin                                  | 2 - 0                                  | Éliminatoires de la Coupe du monde 2022 | Titulaire.                                                               |
| 13.                                    | 14 novembre 2021                       | Stade municipal de Mahamasina, Antananarivo, Madagascar | Tanzanie                               | 1 - 1                                  | Éliminatoires de la Coupe du monde 2022 | Titulaire et remplacé par Fabrice Rakotondraibe à la 69e mintute de jeu. |

### Buts internationaux
| Buts internationaux de Jérémy Morel | Buts internationaux de Jérémy Morel | Buts internationaux de Jérémy Morel         | Buts internationaux de Jérémy Morel | Buts internationaux de Jérémy Morel | Buts internationaux de Jérémy Morel | Buts internationaux de Jérémy Morel |
|                                     | Date                                | Lieu                                        | Adversaire                          | Score                               | Résultats                           | Compétitions0                       |
| ----------------------------------- | ----------------------------------- | ------------------------------------------- | ----------------------------------- | ----------------------------------- | ----------------------------------- | ----------------------------------- |
| 1                                   | 19 novembre 2019                    | Stade Général-Seyni-Kountché, Niamey, Niger | Niger                               | 1 - 6                               | 2 - 6                               | Eliminatoires de la CAN 2021        |

## Palmarès
Avec l'Olympique de Marseille, il obtient son premier titre en remportant le Trophée des champions en 2011, en battant le Lille OSC sur le score fleuve de cinq buts à quatre. Il gagne également la Coupe de la Ligue en 2012 contre l'Olympique lyonnais et finit vice-champion de France en 2013.
Après avoir quitté l'OM pour rejoindre l'Olympique lyonnais à l'été 2015, il termine une nouvelle fois vice-champion de France en 2016 avec le club rhodanien. Il est également finaliste du Trophée des champions en 2015 et 2016.
Avec le Stade rennais FC il est de nouveau finaliste du Trophée des champions en 2019.

### Distinctions individuelles
Il est nommé dans l'équipe-type de la Ligue Europa 2016-2017.